# Rheinbrücke Waldshut–Koblenz
Die Rheinbrücke Waldshut–Koblenz ist eine eingleisige Eisenbahnüberführung der Strecke Waldshut–Turgi, die zwischen den Bahnhöfen Waldshut und Koblenz den Rhein überspannt, der dort die Grenze zwischen Deutschland und der Schweiz bildet. Es war die erste Eisenbahnbrücke zwischen dem Großherzogtum Baden und der Schweiz. Sie ist die einzige größere Eisenbahnbrücke über den Rhein, die bis heute vollständig erhalten ist, und zählt zu den europaweit seltenen Gitterträgerbrücken im Originalzustand. Das Bauwerk liegt rund 100 Meter flussaufwärts der Straßenbrücke Koblenz–Waldshut.

## Geschichte
Am 26. August 1857 vereinbarten die Großherzoglich Badischen Staatseisenbahnen mit der Schweizerischen Nordostbahn den Bau der grenzüberschreitenden Bahnstrecke Turgi–Koblenz–Waldshut mit der Rheinbrücke. Die beiden Bahngesellschaften teilten sich die Baukosten der Brücke, die Zuständigkeit für die Realisierung lag bei den badischen Staatsbahnen.
Das Bauwerk war bei der Inbetriebnahme am 18. August 1859 die erste Verbindung zwischen der Badischen Hauptbahn und dem schweizerischen Eisenbahnnetz. Die Verbindungsbahn in Basel wurde erst 14 Jahre später in Betrieb genommen. Der badische Baurat Robert Gerwig entwarf das Bauwerk und hatte die Bauleitung der Brückenarbeiten inne. Den stählernen Überbau lieferte und montierte die Firma Gebrüder Benckiser aus Pforzheim. Die Brücke wurde für zwei Gleise ausgelegt, allerdings war immer nur ein Gleis vorhanden. Aufgrund zunehmender Verkehrslasten folgten in den Jahren 1912 und 1913 erste Verstärkungsmaßnahmen für Achsmassen von 18 Tonnen, außerdem wurde das stromaufwärts liegende Gleis in die Brückenmitte verschoben.
Wegen des vorausgegangenen Neuenburgerhandels, auf dessen Höhepunkt die preußische Armee die Invasion der Schweiz über eine Pontonbrücke zwischen Waldshut und Koblenz plante, wurde eine Sprengkammer in einen der Brückenpfeiler auf Schweizer Seite eingebaut. Nach Bekanntwerden zog die Badische Seite mit dem Einbau einer eigenen Sprengkammer nach. Auf der Schweizer Seite wurde die TNT-Bestückung 2014 entfernt. Auch nichtstaatliche Organisationen planten die Sprengung der Brücke. 1912 wurde in Basel eine serbische Anarchistenzelle verhaftet, die bereits eine Benzinsäurebombe zur Sprengung der Waldshut-Koblenzer Rheinbrücke gebastelt hatte. Die Gruppe beabsichtigte die Brücke beim Eintritt des Deutschen Reiches in den Ersten Balkankrieg unter dem ersten Truppentransport zu sprengen. Auch die für den 24. April 1945 letzte geplante Sprengung der Brücke durch deutsche Einheiten wurde nicht durchgeführt, wodurch das Bauwerk als technisches Denkmal in seiner ursprünglichen Konstruktion bis heute erhalten geblieben ist.
Im Jahr 1967 wurde auf dem Bauwerk wegen des Brückenalters und Sicherheitsbedenken eine Langsamfahrstelle von 10 km/h eingerichtet. Ein Gutachten der Universität Karlsruhe gab dem Bauwerk im Jahr 1974 noch eine Restnutzungsdauer von 10 bis 15 Jahren, sofern ein neuer Korrosionsschutz durchgeführt würde, was auch 1978 geschah. Zehn Jahre später wollte die Deutsche Bundesbahn die Strecke stilllegen, allerdings verweigerten die Schweizerischen Bundesbahnen, die Eigentümer einer Brückenhälfte sind, die Zustimmung und forderten ein aktualisiertes Gutachten über die Brücke. Daraus folgten 1991 durchgeführte umfangreiche Instandsetzungsarbeiten, die unter anderem lokale Verstärkungsmaßnahmen und einen erneuerten Korrosionsschutz umfassten und einen Reisezugverkehr mit 45 km/h Höchstgeschwindigkeit ermöglichten sowie der Brücke eine Restnutzungsdauer von 40 Jahren gaben. Über die Brücke verkehrten Uerdinger Schienenbusse der Baureihe 797, danach bis zur Elektrifizierung der Streckenlücke Waldshut–Koblenz im Jahr 1999 andere Nahverkehrsdieseltriebwagen der Deutschen Bahn. Ab 1999 übernahmen die SBB die Betriebsführung mit elektrischen Triebwagen. Im Jahr 2007 verkehrten täglich zirka 34 Züge der Linie 41 Waldshut–Winterthur der S-Bahn Zürich über das Bauwerk.
Für den ab 11. Dezember 2011 geplanten Einsatz schwerer Domino-Züge schien die Rheinbrücke nicht mehr geeignet. Verhandlungen der Stadt Waldshut und des Waldshuter Landratsamtes mit der Deutschen Bahn und den Schweizerischen Bundesbahnen führten im November 2011 zu einer Kompromisslösung. Das Tempo der Dominozüge wurde im Bereich der Brücke auf 30 km/h begrenzt. Die Passagiere durften sich während der Überfahrt nur in den leichteren Zugteilen aufhalten. Durch eine Gleissanierung wurden diese Einschränkungen abgeschwächt.
In den 2010er-Jahren gab die Deutsche Bahn aufgrund der „umfangreichen Schäden“ die restliche Lebensdauer mit maximal 15 bis 20 Jahren an und schloss eine wirtschaftliche Instandsetzung aus und befürwortete einen Neubau.
Im April 2023 begannen mit einer Vollsperrung umfassende Instandsetzungsarbeiten zur Verlängerung der Lebensdauer um 50 bis 60 Jahre, die den Ersatz der nicht mehr funktionstüchtigen Brückenlager aus dem Jahr 1958, des Sekundärträgers von 1912 und des Korrosionsschutzes aus den 1970er-Jahren sowie eine Asbestsanierung enthalten. Die bei Baubeginn auf rund 17 Millionen Franken geschätzten Kosten werden durch die Deutsche Bahn und die Schweizerischen Bundesbahnen zu halben Teilen getragen. Im August 2025 gingen die Schweizerischen Bundesbahnen und die Deutsche Bahn von einer Wiederaufnahme es Bahnverkehrs zum Fahrplanwechsel im Dezember 2025 aus.
Die Deutsche Bahn ist für die Instandhaltung des flussüberspannenden Brückenteils zuständig.

## Konstruktion

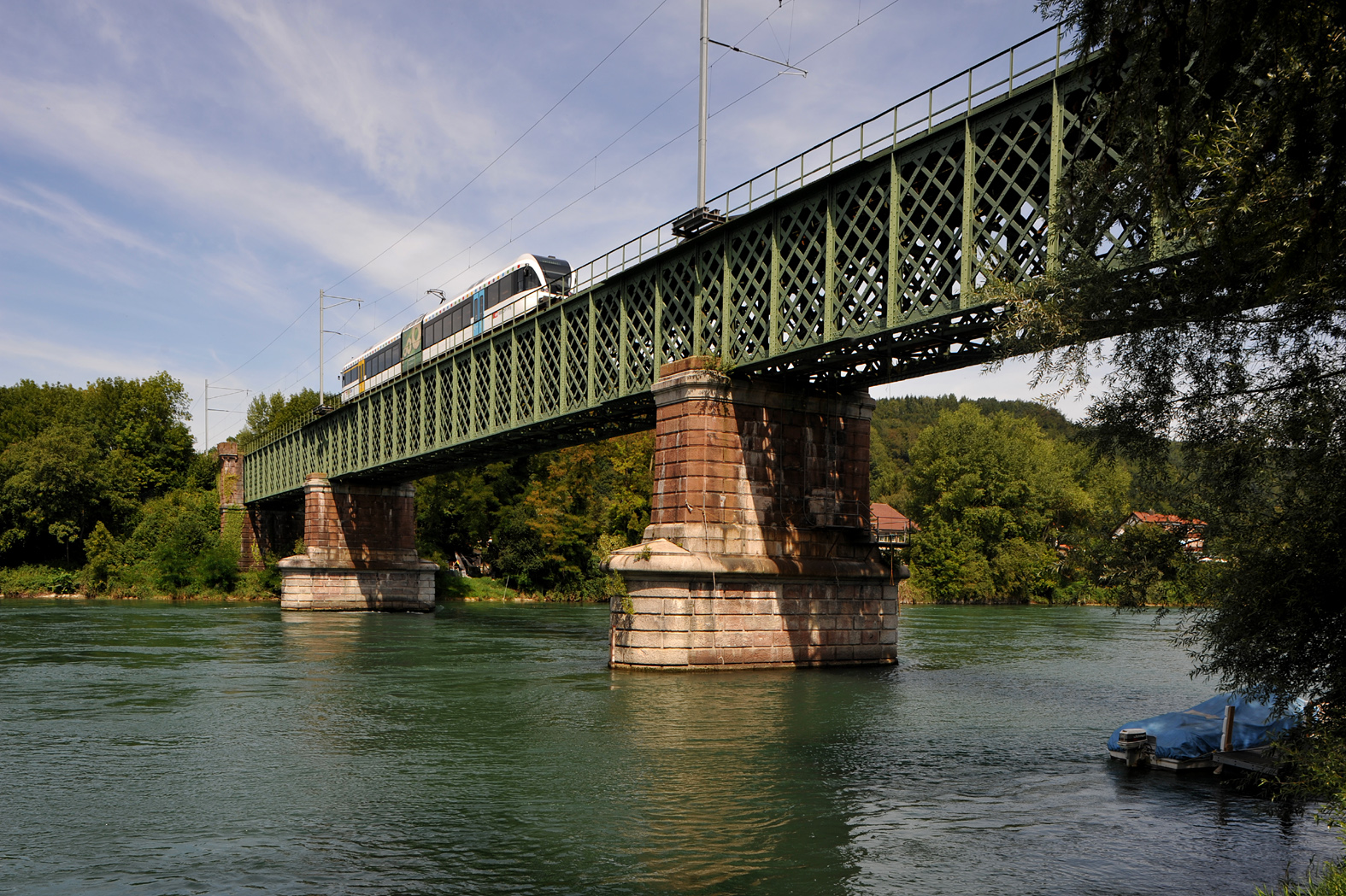
Unteransicht der Rheinbrücke

Der rund 190 m lange Brückenzug hat einen obenliegenden Fahrweg und weist über dem Rhein Stützweiten von 37,24 m in den beiden Randfeldern und 54,90 m im mittleren Feld auf. Daran schließt sich am schweizerischen Ufer ein gemauertes Viadukt mit sechs halbkreisförmigen Gewölbebögen, die eine lichte Weite von jeweils 7,5 m haben, an. Die stark unterschiedlichen Stützweiten der Hauptbrücke ergaben sich aus den Strömungsverhältnissen im Rhein. Auf deutscher Seite überquert die Eisenbahnlinie nach rund 50 m Verlauf auf einem Damm die Bundesstraße 34/Europastraße 54 auf einer modernen Betonbrücke mit einem Bogen.
Der Überbau der engmaschigen Gitterträgerbrücke besteht aus Puddeleisen und ist im Querschnitt kastenförmig ausgebildet. In Längsrichtung ist der Durchlaufträger das Bauwerkssystem. Vertikal sind zwei engmaschige, gitterartige Hauptträger mit einer Höhe von 5,13 m und einem Achsabstand von 4,95 m vorhanden. Die Diagonalstreben sind aus Flacheisen gebildet und in den Kreuzungspunkten miteinander vernietet. Die vertikalen Pfosten bestehen aus vier vernieteten Winkelprofilen.
Die Gründung der Pfeiler besteht aus gerammten, zirka 10 m langen Holzpfählen, auf denen Pfahlkopffundamente aus Beton angeordnet sind. Die 14 m hohen und am Kopf 3 m breiten Pfeiler bestehen aus Natursteinmauerwerk.

### Montage
Am Waldshuter Ufer wurde der Überbau der Strombrücke in einer temporären Werkhalle in drei Abschnitten zusammengebaut. Nach Fertigstellung des ersten Segmentes wurde dieses auf Rollen aus der Halle geschoben. Anschließend folgte das zweite Segment, das nach Fertigstellung mit dem ersten verbunden und verschoben wurde. Schließlich wurde der Überbau mit dem dritten Segment auf seine ganze Länge von 131 m zusammengebaut. Die eigentliche Montage der Brücke erfolgte mit Hilfsjochen im Rhein durch das Einschieben mit einem 10,5 m langen, hölzernen Vorbauschnabel auf einer Rollbahn. Dabei wurde der Überbau mit Menschenkraft an Triebwerken mit Walzen vorwärts bewegt.